# Montigarda Basket
Maillots
Le Montigarda Basket, ou New Wash Montigarda, est un club italien féminin de basket-ball appartenant à la LegA Basket Femminile, soit le plus haut niveau du championnat italien. Le club est basé dans la ville de Montichiari, dans la province de Brescia, en Lombardie en Italie.

## Palmarès
- Champion de Serie A2 (2e division) : 2006

## Entraîneurs successifs
- Depuis ? : Lorenzo Serventi